# Fra Paolino da Pistoia
Fra Paolino da Pistoia, né à Pistoia, le 5 mars 1488 et mort le 4 août 1547 dans la même ville,  est un peintre de la Renaissance italienne. Son vrai nom est Paolo di Bernardino di Antonio del Signoraccio.

## Biographie

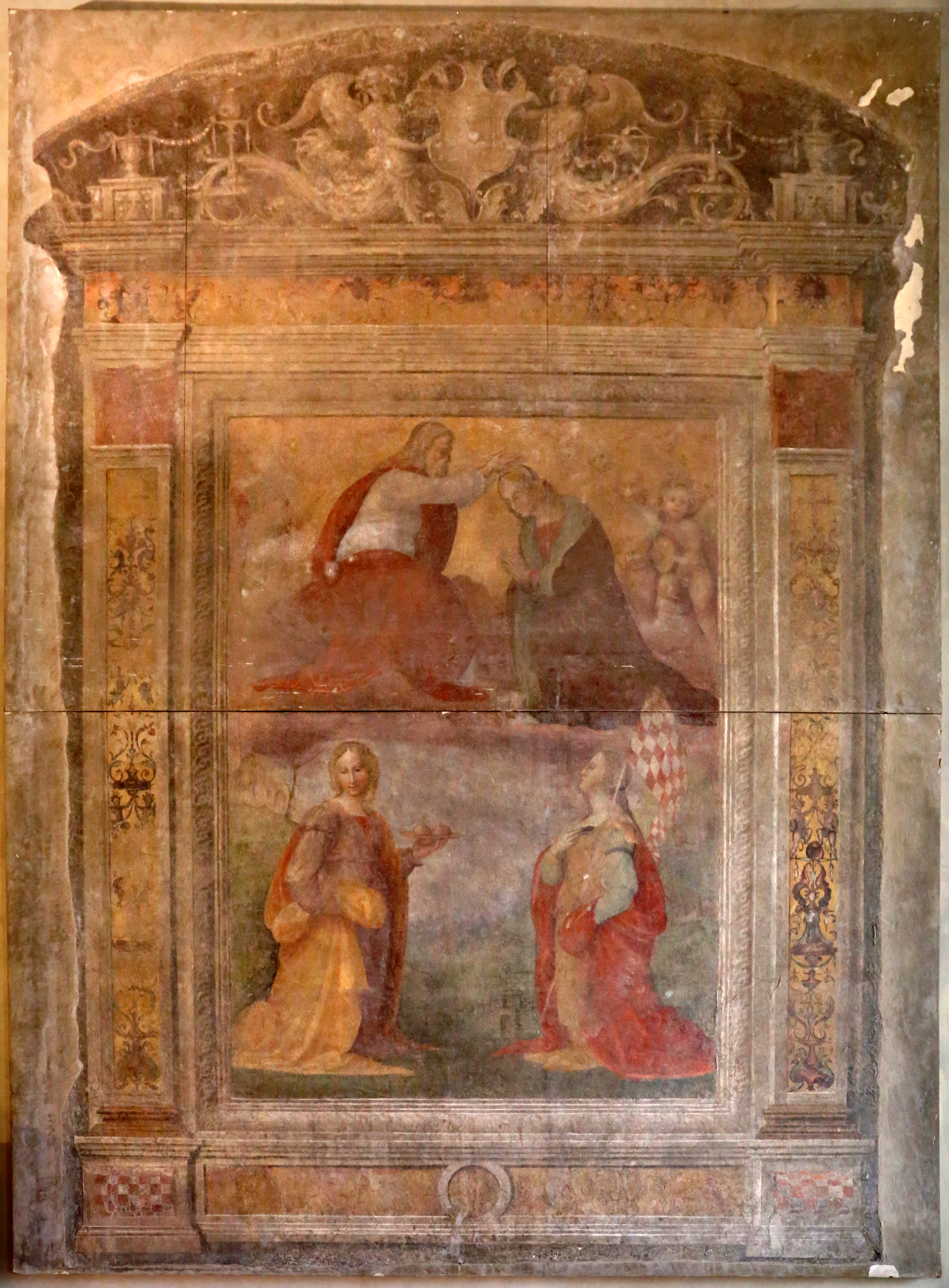
Couronnement de la Vierge, palais communal, Pistoia.

### Jeunesse et formation
Paolo est le fils du peintre Bernardino di Antonio del Signoraccio, un peintre dont le travail est influencé par le style du Pérugin, style qui se reflète dans l'activité de jeunesse de son fils Paolo. Sa mère est probablement une sœur d'Andrea di Paolo Maconi, également peintre, et moine au couvent San Domenico de Fiesole. Il est probablement  à l'origine de l'admission du jeune Paolo chez les Dominicains vers 1503. L'artiste a un frère cadet, Léonard, né en 1491, qui est également peintre.
Il se forme probablement d'abord dans l'atelier de son père, même si certains le voient comme l'élève de Niccolò di Mariano Bigozzi, peintre originaire de Sienne, mais travaillant à Pistoia en étroite collaboration avec son père. La rencontre la plus importante, qui détermine sa carrière de peintre a lieu vers 1509 au couvent San Marco à Florence, où il rencontre Fra Bartolomeo et, à travers lui Mariotto Albertinelli, qui marque un tournant décisif dans sa manière de travailler. Il adopte complètement le style et les techniques de composition de Fra Bartolomeo. À la mort de ce dernier en 1517, il reprend l'atelier de son maître et se voit prêter tous ses dessins et ses cartons, qu'il continuera à l'utiliser jusqu'à sa mort pour réaliser des copies de son œuvre.
Au cours de son séjour au couvent San Marco, il découvre les idées et la spiritualité de Jérôme Savonarole, qui influencent également profondément son œuvre, qui devient plus stricte et rigide et où la décoration est de plus en plus exclue. Il travaille principalement pour les monastères dominicains de la Congrégation de Saint-Marc, fondée par Savonarole afin d'obtenir un respect plus strict à la règle monastique. Il voyage constamment entre le couvent San Marco de Florence et le couvent San Domenico de Pistoia, où il finira par s'installer définitivement.
Durant cette période, il entre en contact avec les Della Robbia, notamment avec Andrea, également disciple de Savonarole.

### Florence et Sienne
Ses premières œuvres documentées, aujourd'hui perdues, deux statues en terre cuite polychrome de Marie Madeleine et de Dominique de Guzmán, réalisées pour le monastère dominicain de Maddalena alle Caldine près de Florence, datent de 1513. Il est probablement aussi l'un des deux élèves qui peignent des fresques avec Fra Bartolomeo dans le même monastère. En 1515, il restaure les fresques de Fra Angelico dans la salle capitulaire du couvent San Marco.
La première œuvre survivante qui peut lui être attribuée avec certitude, est une fresque représentant Le Crucifié et les Saints, réalisée entre septembre et octobre 1516 dans la sacristie de l'église Santo Spirito (Sienne), alors propriété des dominicains de San Marco. Dès le début des années 1520, l'Annonciation de l'Oratoire de la Santa Annunziata à Vinci (Florence) est l'une de ses œuvres les plus appréciées.
En 1523, il réalise un tableau d'Antonio Pierozzi, archevêque de Florence, alors récemment canonisé, pour le monastère dominicain de San Gimignano. Il peint également deux anges qui devaient flanquer le tombeau, mais qui se trouvent dans le palais ducal de Massa. Certaines œuvres importantes datent de 1525. Il existe deux Conversations sacrées, l'une dans l'église Santa Lucia de Barbiano, près de San Gimignano, et l'autre dans l'église Santa Maria del Sasso de Bibbiena. Une Sainte Famille avec sainte Agnès et un ange, est une autre œuvre de cette époque, réalisée pour le chapitre du noviciat du monastère San Domenico de Fiesole (aujourd'hui conservée au musée national San Marco de Florence).
Le Mariage mystique de sainte Catherine de Sienne et des saints est l'une des dernières œuvres exécutées par Fra Paolino à Florence pour l'église des religieuses dominicaines de Santa Caterina di Cafaggio, qui est une copie directe du tableau du même nom de Fra Bartolomeo, mais avec une composition simplifiée et peinte plus statique et plus rigide.

### Pistoia
Entre 1526 et 1528, Fra Paolo s'installe définitivement au couvent San Domenico de Pistoia, où il fonde un atelier dans lequel se forment et travaillent divers employés. Battista dal Gallo est probablement l'un d'eux. une Conversation sacrée de 1528 destinée au couvent et une Adoration des Mages pour la Confraternité de San Domenico, l'une des compositions les plus complètes et riches en personnages qu'il a peintes, et où il s'est représenté à l'extrême gauche, figurent parmi les premières œuvres qu'il peint. L'Annonciation en deux panneaux, aujourd'hui conservée au musée civique de Pistoia, date également de cette époque. Entre 1530 et 1534, il peint trois autres Conversations sacrées, dont il copie la composition de l'œuvre du même nom de 1528. En 1532, il peint une Assomption de Marie pour Santa Maria del Sasso, que l'on peut encore voir dans le chœur de l'église. Dans ces œuvres, l'aboutissement de la simplification qu'il a mise en œuvre dans la conception de ses peintures est visible : le paysage est réduit à un fond brut et abstrait devant lequel sont représentés des personnages rigides. Entre 1534 et 1538, il produit également deux autres Conversations sacrées qui rappellent encore une fois les modèles précédents.
Après 1538 et dans les années suivantes, Fra Paolo est actif pour le monastère dominicain de San Clemente à Prato et pour le couvent San Domenico à Fiesole. Entre 1543 et 1545, il s'installe  à Viterbe où il travaille pour le monastère dominicain Santa Maria della Quercia où il termine deux tableaux peints trente ans plus tôt par Fra Bartolomeo et Mariotto Albertinelli, un Couronnement de la Vierge et un Noli me tangere.
Son atelier cesse d'exister à sa mort en 1547.

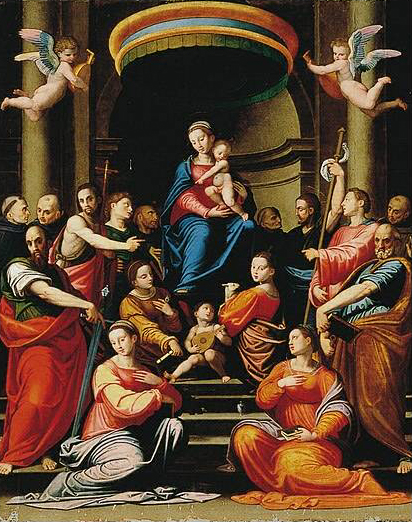
Conversation sacrée, 1526, église Saint-Paul, Pistoia.
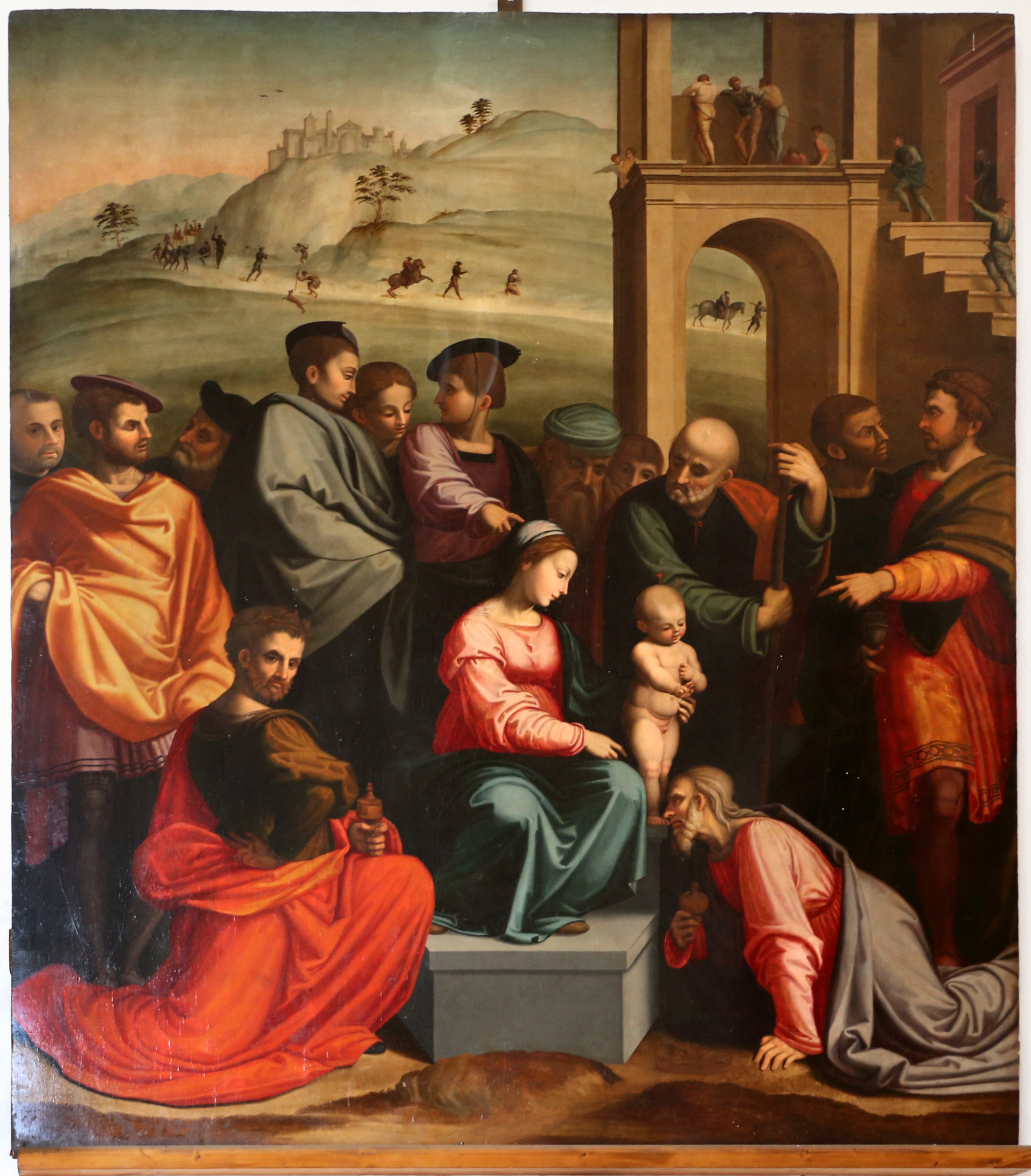
Adoration des mages, 1526, couvent San Domenico, Pistoia.
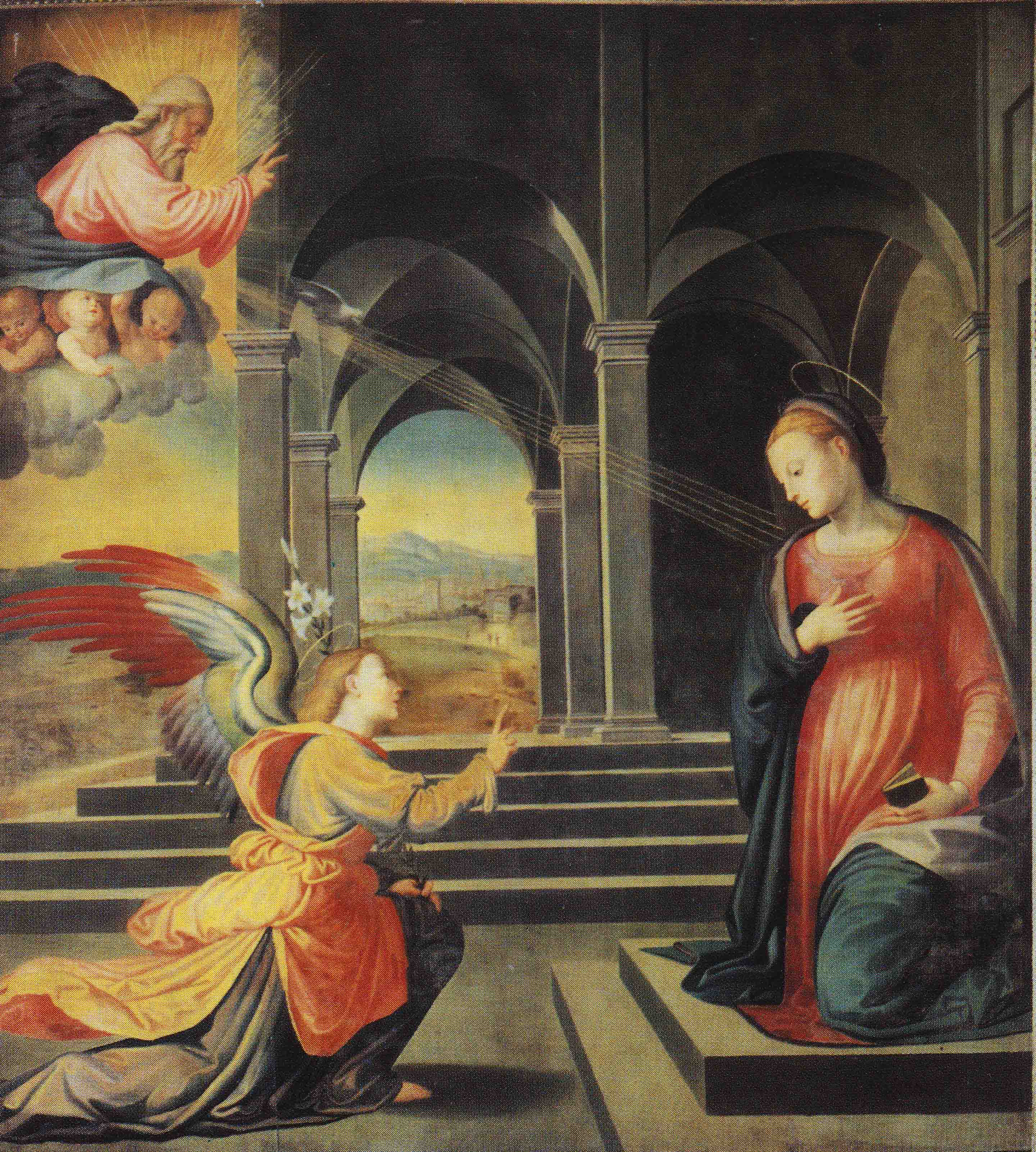
Annonciation, 1526, musée civique de Pistoia.